# Louise Hamilton Caico

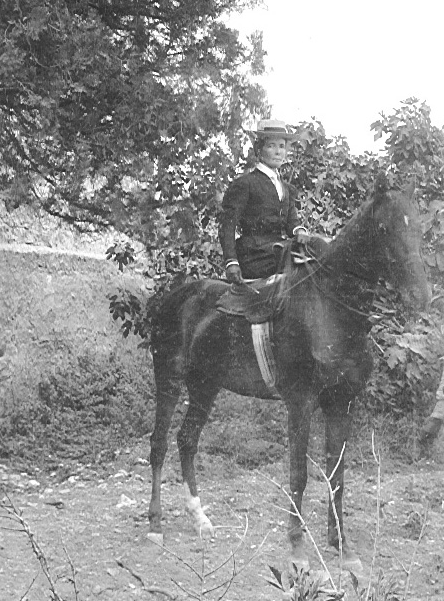
Louise Hamilton Caico a cavallo

Louise Hamilton Caico (Nizza, 1861 – Palermo, 7 marzo 1927) è stata una scrittrice e fotografa italiana.

## Biografia
Louise, di origini anglo-francesi, era figlia di Federico appartenente al nobile ramo irlandese del casato degli Hamilton, e di Pilatte figlia di mercanti marsigliesi. Nasce sesta di sei figli a Nizza ma a due anni la famiglia si trasferisce a Firenze. A Firenze conobbe giovanissima Eugenio il ricco figlio di imprenditori minerari del centro Sicilia trasferitosi a pensione a casa loro per motivi di studio.
Sposa a Bordighera, dove gli Hamilton si erano trasferiti dopo Firenze, Eugenio Caico di Montedoro, intorno al 1880. 
Il matrimonio, però, fu osteggiato per molti anni dalla famiglia Caico, solo nel 1897, dopo la nascita del sesto figlio, si poterono trasferire nel paese natale dello stesso Eugenio dove vissero fino al 1913. Louise ed Eugenio ebbero quattro figli Lina, Giulia, Federico e Letizia, più altri due morti poco dopo la nascita.
Montedoro era uno sperduto e arretrato paese dell'entroterra siciliano, dove i Caico avevano importanti interessi minerari; li la coppia visse per circa sedici anni.
Successivamente nel 1913 Louise si trasferisce a Palermo, dove visse fino alla data della morte avvenuta nel 1927 le sue spoglie mortali sono nel cimitero di Sant'Orsola a Palermo.
La sua esperienza di vita nel piccolo e sperduto paese dell'entroterra nisseno sarà oggetto di acute indagini e analisi socio-culturali che trovarono sbocco in una testo del 1910 dal titolo: Sicilian Ways and Days in cui con rara e sagace ironia tipicamente anglosassone analizza gli "strani" usi e costumi dei siciliani.
Fu anche una talentuosa fotografa, dotata di rara intelligenza visiva e sensibilità antropologica, capace di cogliere aspetti, luoghi e situazioni caratteristiche dell’ambiente di Montedoro e della provincia nissena. Con una piccola Kodak a soffietto documentò la vita quotidiana e i paesaggi dell’entroterra siciliano agli inizi del XX secolo, ritraendo feste popolari, miniere di zolfo, campieri, donne in chiesa e carusi, ma anche monumenti e scorci urbani di Palermo, Messina, Agrigento, Catania e Taormina.
Soltanto 120 fotografie furono pubblicate nel suo celebre libro, edito a Londra e poi ripreso  in due edizioni italiane (1983 e 1996). Nel 1969, una donna ne ritrovò 643 inedite in una casa acquistata dal padre e, pur ignorandone inizialmente l’autrice, le conservò con cura. 
Nel 2025, la Soprintendenza ai Beni Culturali di Caltanissetta ha riconosciuto l’interesse storico e culturale dell’archivio, sottoponendolo a vincolo. Il fondo è da considerarsi una delle più significative testimonianze della Sicilia tra Otto e Novecento.
Le figlie Lina e Letizia Caico saranno per molti anni redattrici della rivista letteraria manoscritta Lucciola; rivista che nacque probabilmente per volere di Louise al fine di impegnare e stimolare culturalmente in un'attività la figlia Letizia sedicenne, come spesso fanno i genitori, molto frustrata dalla noiosa vita di Montedoro.

## Opere
- E. J. Hardy traduzione italiana di Louise Hamilton Caico, "Come essere felici pur essendo maritate", tradotto dall'inglese e pubblicato a Palermo.
- Maurice Maeterlinke traduzione italiana di Louise Hamilton Caico, Il tempo sepolto, tradotto dall'inglese e pubblicato a Palermo.
- Louise Caico, Sicilian Ways and Days (1910), Forgotten Books, 18 luglio 2015, ISBN 978-1-331-65660-9.
  - citato in:  Giorgia Alù, Beyond the Traveller's Gaze: Expatriate Ladies Writing in Sicily (1848-1910), Peter Lang, 2008,  p. 109, ISBN 978-3-03911-053-7.
  - Tradotta in "Vicende e costumi siciliani" Traduzione di Renata Pucci Zanca, introduzione di Massimo Ganci. Palermo, Epos, 1983.
- Louise Caico, “Per un nuovo costume della donna in Sicilia”, Sciarrino Palermo.